# Microheros termitophagus
Microheros termitophagus (лат.) — вид пауков-скакунов из подсемейства Aelurillinae, выделяемый в монотипный род Microheros. Обитают в Южной Африке: на территории бывшей провинции Трансвааль и в Зимбабве.

## Этимология
Название состоит из слов «микро» (от греч. μικρός «маленький») и «heroes», или «герой». Видовое название termitophagus в переводе с греческого означает «питающийся термитами».